# Johannes Lohs

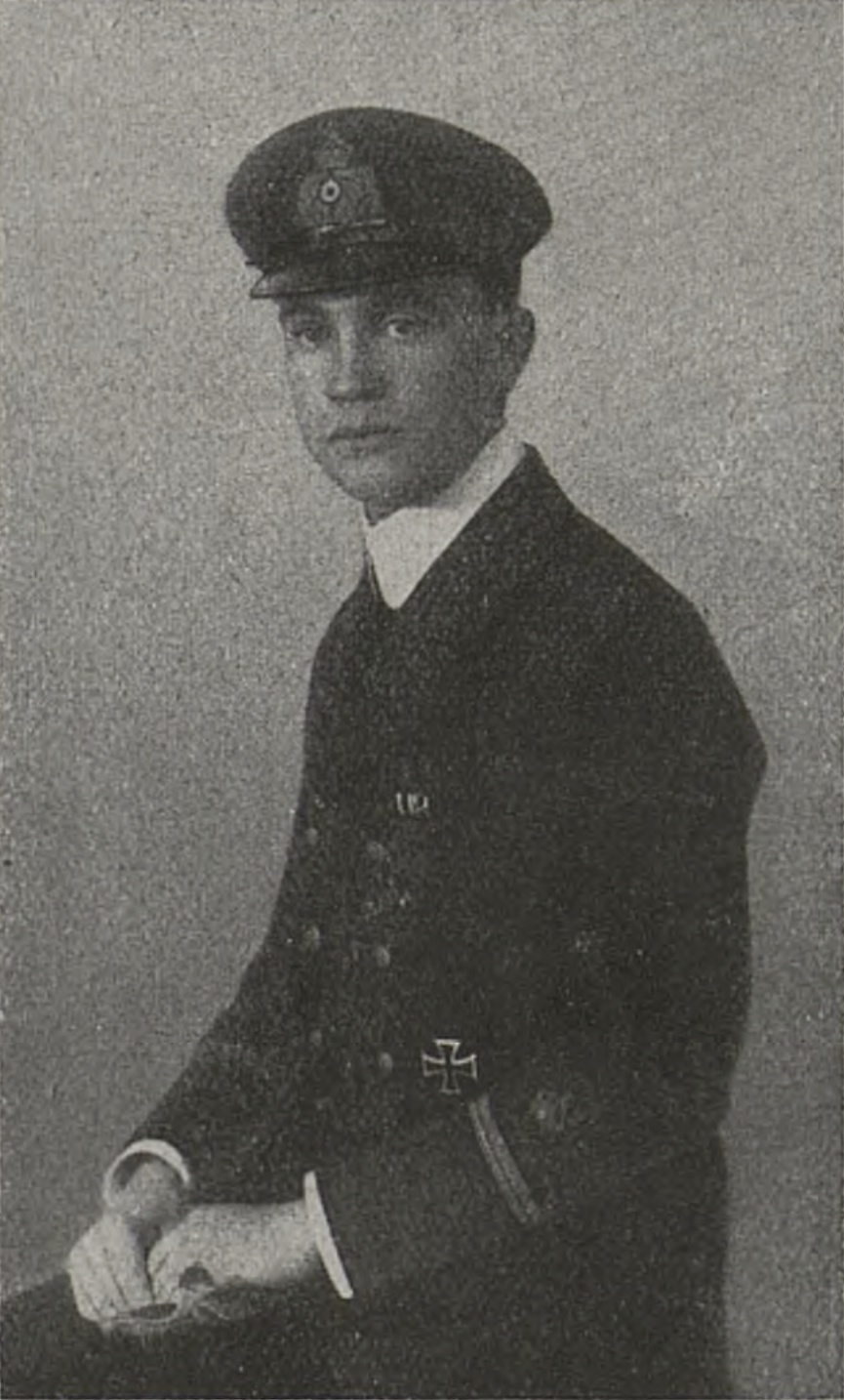
Johannes Lohns

Johannes Lohs (* 24. Juni 1889 in Einsiedel, Sachsen; † 14. August 1918 im Ärmelkanal) war ein deutscher Marineoffizier und U-Boot-Kommandant im Ersten Weltkrieg.

## Leben
Lohs trat am 1. April 1909 als Seekadett in die Kaiserliche Marine ein, absolvierte seine Grundausbildung auf dem Großen Kreuzer Victoria Louise und kam dann zur weiteren Ausbildung an die Marineschule, wo er am 12. April 1910 zum Fähnrich zur See ernannt wurde. Danach erfolgte am 3. November 1911 seine Versetzung auf den Kleinen Kreuzer Berlin und seine dortige Beförderung am 19. September 1912 zum Leutnant zur See. Ab 23. Dezember 1912 fungierte Lohs als Signaloffizier auf dem Kleinen Kreuzer Straßburg.
Diese Stellung behielt er über den Ausbruch des Ersten Weltkriegs bis zum 10. Juli 1915 bei. Als Oberleutnant zur See (seit 2. Mai 1915) kam Lohs dann für einen Monat als 2. Funkoffizier an Bord des Schlachtkreuzers Seydlitz und absolvierte anschließend eine zweimonatige U-Boot-Ausbildung an der U-Boot-Schule. Man verwendet ihn zunächst als Wachoffizier bei der Torpedobootsdivision und ernannte ihn mit der Indienststellung am 6. Dezember 1916 zum Kommandanten von SM UC 75. Das U-Boot gehörte zur U-Flottille Flandern I und operierte genauso wie später ab Januar 1918 UB 57 von Zeebrügge in Flandern aus. UB 57 stieß am 14. August 1918 auf eine Seemine, wobei Lohs und seine 33 Mann Besatzung den Tod fanden.
Lohs gelang es auf 13 Feindfahrten feindlichen Schiffsraum von über 151.000 BRT zu versenken. Damit zählt er zu den erfolgreichsten U-Boot-Kommandanten des Ersten Weltkriegs.
In der späteren Kriegsmarine wurde die 3. Unterseebootsflottille nach ihm benannt.

## Auszeichnungen
- Eisernes Kreuz (1914) II. und I. Klasse[4]
- U-Boot-Kriegsabzeichen (1918)
- Ritterkreuz des Königlichen Hausordens von Hohenzollern mit Schwertern[4]
- Ritterkreuz II. Klasse des Albrechts-Ordens mit Schwertern[4]
- Pour le Mérite am 24. April 1918